# Colgate Series Championships 1980
Colgate Series Championships 1980 — жіночий тенісний турнір, що проходив на закритих кортах з килимовим покриттям Capital Centre у Лендовері (США). Був завершальним турніром сезону Світової чемпіонської серії Вірджинії Слімс 1980. На турнір кваліфікувались вісім гравчинь з найбільшою кількістю рейтингових очок. Турнір відбувся вчетверте і тривав з 7 січня до 12 січня 1981 року. Трейсі Остін здобула титул в одиночному розряді й отримала за це 75 тис. доларів США.

## Фінальна частина

### Одиночний розряд
Трейсі Остін —  Андреа Джегер 6–2, 6–2

### Парний розряд
Розмарі Касалс /  Венді Тернбулл —  Кенді Рейнолдс /  Пола Сміт 6–3, 4–6, 7–6(7–5)

## Розподіл призових грошей
| Дисципліна       | П       | F       | 3-тє    | 4-те    | 5th     | 6th    | 7th    | 8th    |
| Одиночний розряд | $75,000 | $40,000 | $22,000 | $17,800 | $11,000 | $9,000 | $7,000 | $6,000 |
| Парний розряд    | $30,000 | $16,000 | $10,000 | $7,000  | NA      | NA     | NA     | NA     |

Призові гроші в парному розряді наведено на пару.